# 馬富善
馬富善，CMG，JP（1941年12月14日—），英國人，香港主權移交前最後一任律政司（1988年—1997年6月30日）（歷衞奕信及彭定康兩名港督）、行政局及立法局當然議員（立法局議員至1995年）。首位妻子為本地華人，後婚姻告終，改娶律政署首席新聞主任為妻。馬富善亦通曉粵語及閱讀中文。

## 早年生活
馬富善1941年12月14日出生，父為George James Mathews，母為Ivy Pricilla Mathews，是一名護士，曾在上海的明德醫院（Matilda Hospital）工作。他幼時在英格蘭雅息士郡的Palmer's College就讀。1963年成為英格蘭和威爾斯的律師，開始私人執業，至1965年移居澳洲。到澳洲後，在悉尼出任澳洲高等法院的地區副司法常務官。

## 個人生活
馬富善1968年首度結婚，娶本地華人Sophie Lee為妻，育有二女，分別為1972年出生的Sarah及1979年出生的Eleanor。1989年10月，馬接受《南華早報》訪問，宣布婚姻告終，妻Sophie 11月3日表示閱報方知自己與丈夫「感情到了頭」，驚詫非常。1992年，馬富善娶《南華早報》前記者及作家Halima Guterres為妻。他們初次相見是1988年5月，時為律政署首席新聞主任，結婚時Guterres則為新機場項目統籌處的首席新聞主任。
他就任律政司前，就已擔當許多非政府組織的公職，如香港房屋協會副主席、聖雅各福群會副主席、香港弱智人士服務協進會（今匡智會）執行委員等。

## 在香港的職業生涯
1968年，馬富善移居香港，同年2月1日以檢察官（Crown Counsel）身分加入港府。1978年成為副法律草擬專員。1981年出任副民事檢察專員後，1982年4月成為民事檢察專員（Crown Solicitor）。1983年10月成為太平紳士馬富善任職律政司前（約1983-84年間），經常就中英就香港前途談判為港府提供法律意見。

### 任律政司
因唐明治不欲續約，欲返回私人執業，1988年4月1日，馬富善遂接替擔任最後一任律政司。與祈理士和唐明治直接由倫敦調派不同，馬富善在香港打滾多年，熟諳本港情況，亦是首名事務律師（solicitor）出身的律政司。與前兩位不同的還有，馬富善為人較低調，而且由於律政司名義上亦是大律師公會的名譽首長，故當時政府要想辦法解決此問題。。他其中一項任務是把律政司署的政策本地化，例如署方展開把英文法律中譯的工作（最後把超過2萬頁的法律中譯），另外還有見證申訴專員公署成立、更改現有法例以切合《香港人權法案》、通過訂立《電影檢查條例》以及簡化審理嚴重詐騙案的程序等。1985至1995年間他亦是官守立法局議員。1989年1月1日獲聖米迦勒及聖喬治勳章

#### 面對醜聞
任律政司後，他迅即要面對多宗涉及律政司署的醜聞。一九八七年代議政制發展檢討綠皮書諮詢期間，有部分人寫製造虛假的意見書（forged submissions），數量達2581宗，但馬富善沒有就此作起訴。1989年4月，他在立法局指，詳細披露或會損害港府法律方面的威信（legal integrity）。

##### 夏偉思案：不起訴突改起訴惹抨擊
1988年11月，在其妻不知情的情況下，負責與黃色事業（vice）有關案件的高級檢察官夏偉思（Christopher Harris）（1955年生）致電中介公司要求提供16歲雛妓，她到達夏家後與其有性接觸（但沒有性交）；其後雛妓收不到肉金，一周後致電夏偉思，電話通話清楚提及強姦被綁架的女學童，該雛妓大感震驚，遂把對話錄起，保障自身。。1988年11月30日，警方掃蕩該雛妓單位時發現該錄音帶，然後發現夏偉思曾促致未成年少女發生性行為。警方有組織及嚴重罪案調查科特別調查組歷時5個月的調查，於1989年5月初，即警方本欲逮捕夏偉思前突然被終止。
雛妓與夏約出來見面，並介紹警方4月21日派出、假裝該少女的馬伕的臥底探員To Wing-lam，由探員觀察夏偉思是否因促致他人性行為而獲取金錢。3日後雛妓致電夏偉思稱，4月27日可向他提供一名少女，送到酒店，收費兩三千元。對話中夏提及想綁架一名12歲少女並與之非法性交。此兩項罪名他其後被判罪名不成立。
警方本已有足夠證據起訴。調查文件引述一名精神科醫生，稱夏偉思是個令人噁心的男人，亟待醫治（sick man in need of urgent medical attention）。
4月26日，警方向刑事檢控專員鄧建德（A. P. Duckett）提交指控夏偉思的文件，包括各證人供詞、電話對話（包括夏與臥底探員對話）錄音帶謄本，以及警方調查報告。同日，鄧建德向馬富善提出有此一事，馬立即指示向外間御用大律師尋求法律意見。5月1日，御用大律師提交書面意見，認為沒有可控告夏偉思之處。馬強調他沒有叫停警方調查。馬認為此事後，夏不再適合擔任檢察官一職，馬遂聯絡銓敘司，後者建議在兩相同意下終止僱傭合約（本於3月決定續約至1991年10月）。夏偉思曾經提出能否轉到另一政府部門任職，馬稱不可能5月3日，馬通知夏有關決定，夏當晚離開後便沒有再履行職務。
5月初調查被終止後，夏偉思辭職。原本在尋求外間大律師意見（5月1日收到）後，馬富善放他一馬，不予起訴，但其後群情洶湧。9月9日，以張鑑泉為首的13名議員，另外還有未及聯署的杜葉錫恩，去信布政司霍德，要求律政署解釋。香港婦女協會（Women's Council）主席May Patridge曾去信港督，唯港督衞奕信表明事件處理得當，無理由干涉，她遂去信行政立法兩局議員，希望施壓。自9月有傳媒報道夏涉嫌犯此案後，他離開香港。9月20日，立法會議員抨擊馬富善不願提供詳情，馬富善則採取拖字訣，稱部分證據涉及公共利益豁免權，待立法會10月18日復會後方作交代。10月初，大律師公會屬下的委員會否決主席鄧楨支持律政司就夏偉思案的處理方式。10月6日，司法部因應大律師公會的投訴，委任獨立調查委員會。故在尋求更多法律意見（亦為烈顯倫，但提出有一項控罪有機會打贏）後，10月2日他與屬下開會，決定推翻決定並起訴夏偉思。10月18日，馬富善宣布推翻原有決定，起訴夏偉思並發通緝令，涉及三項煽動促致21歲以下少女非法性交罪；當時夏偉思身處一個與香港沒有引渡協議的東南亞國家（後知為印尼）。馬富善稱，他為採取如此的法律觀點及所有隨後的行徑負上責任，但稱改為起訴不全然是市民呼聲所致。
1989年10月22日，夏自願由耶加達回港，獲祁志德法官准許保釋。翌年1月22日，在庭上，夏偉思報稱有關行徑僅為幻想，他無意真的做出錄音帶他提及的事（即煽動該小姐促致未成年女孩提供性服務）；馬富善則稱不會因錄音帶內容而起訴夏偉思。事情發展越見複雜：下文提到的胡禮達曾署任刑事檢控專員，他相信對夏偉思的三項控罪均甚有勝算，但當時為御用大律師的烈顯倫則寫了23頁理據，認為一項控罪少過一半機會會打贏，另外兩項沒有機會打贏，但胡禮達則只是草草幾句，也沒有說明何以反對烈顯倫的理據。然而馬富善支持胡一方，故仍控以三項控罪。
地方法院審訊持續了約4周。1990年2月19日，法官Roy宣布夏偉思一項煽動罪罪名成立，兩項罪名不成立，判處18個月監禁；夏偉思不服上訴，3月初獲保釋。10月19日，上訴庭宣布他上訴失敗，夏偉思正式被囚；其律師仍不服，打算上訴至英國樞密院，希望在樞密院有裁決前再予保釋，但為法庭所拒絕。樞密院其後駁回上訴，之後香港大律師公會把他永久除名。雖然受各方（包括大律師公會）抨擊，但馬富善堅稱不會辭職。

##### 胡禮達案
胡禮達（Charles Warwick Reid）1975年由紐西蘭來港，加入律政署，1983年11月23日起，成為負責商業罪案組的副刑事檢控專員，曾處理佳寧案。1989年8月，廉署收到化名「蘋果」線人的情報，暗中開始調查。胡禮達在1989年10月27日因被發現自一名大律師蘇志光（Eddie Soh Chee-kong）、一名財務顧問、前恆隆銀行董事李海光及兩名事務律師歐瑞源（Alick Au Shui-yuen）和黎家騊（Oscar Lai Ka-to；的近律師行股東律師）處收受賄款（見CACC470/1992），以給予彼等當事人較佳待遇，例如一些該等律師不應接觸到的資料而被上門逮捕，並要交出旅遊證件黎、蘇被控涉嫌在1989年7月向胡禮達提供利益，讓胡在一筆為數1500萬至2000萬元的款項分一杯羹，作為胡就有關方面有待對李福兆作刑事檢控一事，向黎、蘇提供協助的報酬。報道指該筆款項是黎家騊所屬律師行為李福兆辯護的律師費當中的一部分。
據悉，原因是其兄李義德（Michael Reid；亦在律政署工作）財政欠佳，兄弟共同持有、1981年購入的奇異果園又因纍債而幾乎要賣給李義德的債主，碰巧蘇大律師又得悉此事，遂有提供賄款的動機。本希望果園生意順利，但要負擔沉重的經營成本；為了這門生意，胡禮達更不惜以高息向當地銀行借貸，以為可收到豐厚的回報。自1986年5月至6月，胡禮達就開始收受賄款。
廉署人員把他寫字樓的文件從金鐘道政府合署7樓取走，自此他沒有再上班，3日後被停職； 報道又指他即使尚未正式在港辭職，卻曾申請成為紐西蘭重大騙案辦公室的首長一職。馬富善後來於1990年3月承認他容許胡禮達在被調查期間仍保留原職位。馬富善有可能因《防止賄賂條例》而不能向胡表示他正被調查。
1989年11月，他獲保釋，並有一個月時間就《防止賄賂條例》填妥表格交代所有資產，他以大部分資產均分佈於外國為由，申請延長解釋期兩個月至89年12月底，但為廉署拒絕。11月底開始請病假。12月22日，他向洋人朋友表示要去長洲找華人朋友，當日亦是最後一次有人見到胡禮達，但當胡禮達沒有在聖誕節和他們聚會，引起懷疑。23日廉署發現他沒有如期交回表格，就開始搜捕。12月初，他申請發回護照，讓他可回到紐西蘭過聖誕，原本申請在中區裁判司署獲批但在高院遭控方駁回，胡禮達頗感沮喪；友人和同事亦透露胡禮達把家當，如車子和冰箱等，大平賣予他們，令他們頗感驚詫。報道指胡禮達或已坐漁船前往東南亞其他地方再潛逃。兩日後，廉政專員謝法新和行動處長Graham Stockwell曾與馬富善及刑事檢控專員鄧建德會面；同時，搜捕胡禮達的行動被命名為「耶路撒冷」。廉署助理署長盧彬帶隊赴紐，在紐西蘭警方配合下，在89年11至12月間，在紐西蘭胡禮達父母家中睡房一個抽屜搜出一張支票存根，上面註有一家名為「Berry Export」公司及一個編號，揭發胡禮達透過該空殼公司將賄款迂迴地調到全球25個以其親人名義開立的銀行戶口。隨後廉署人員仍在港搜捕胡禮達，但不果。胡又被指暗中指示紐西蘭的存款銀行及當地的代表律師，未得他同意，不得向任何人提供有關其財政狀況的資料；胡其後亦得悉該支票存根被查獲。
收到廉署有所行動的消息後準備潛逃的胡禮達，向好友兼律政署同事艾勤賢求助，最終導致艾勤賢離開律政署，轉投私人執業。最後胡禮達決定棄保潛逃，付了30萬給兩個黑幫分子，先坐蝦艇到澳門，再坐船到海南島（另一說是輾轉到廣州），然後以區域市政署管工張永健的假護照經香港乘飛機赴菲。12月29日深夜，廉署對胡發通緝令，也引來英國國會有議員去信港府表達關注。
1990年1月22日，胡禮達被革離香港公務員團隊。3月，胡禮達被發現於菲律賓馬尼拉出現，香港當時與菲無引渡協議，但馬富善稱因行動原因他不能公開。3月13日廉署派出以副行動處長Tony Robey為首的四人小隊赴馬尼拉，但胡禮達聞訊即由原本藏身處，逃到他山林中的「安全屋」，並募集了一些持械的保鏢以防被捕。3月14日，馬富善在立法會稱因外間透露胡禮達的事，律政署感到難過和憤怒，此事亦損害市民對律政署的信任，但強調沒有影響員工士氣3月17日，香港警方一名督察Murray Hoare直接與紐西蘭律政司David Lange聯絡，指胡目前仍被香港警方調查，令他不能再競逐當地重大騙案辦公室的首長。胡禮達於3月29日傍晚在馬尼拉一間酒吧，因用假護照入境被菲入境及遞解處逮捕，翌晨7時30分被驅逐出境，菲方派臥底裝成移民局官員，稱可帶他安然回紐，他因黑幫苛索錢財而應允離開菲律賓回港，抵港後由廉署助理署長盧彬拘留。6月20日，他在中央裁判署承認在律政署工作的15年間，收取與公職收入不相稱、超過1240萬港元的款項，7月6日由最高法院楊鐵樑法官判他8年監禁被判後有一段時間被囚於廉署設施，被指獲優待，例如不用穿囚衣，可以看電視和錄影帶，家屬可每日探望兩次，又可購買外間的食物，更獲分配健身單車等。廉署回應其內沒有囚衣，其他在獄犯人亦可看電視，家屬遠道而來故容許探望兩次，只是周末可購買外間的食物，以及胡須獲得一定空間作健身活動。他需要向港府交還該筆款項，但最終款項仍沒有交回，大部分用作購買果園、健身室和住宅，其後部分為紐府充公。9月，律政署首席主檢察官艾勤賢被控協助胡潛逃，把自己的澳洲護照和手槍子彈給胡使用，艾獲准保釋
被告之一的律師歐瑞源提出司法覆核，認為胡被廉署羈留的時間不算是入獄，認為各部門以至代理港督霍德都犯了錯。1991年2月6日，最高法院按察司嘉柏倫裁定胡毋需入獄服刑，歐的司法覆核敗訴並需付堂費。同年4月12日，馬富善赴紐西蘭一法庭，表示胡禮達以三個銀行戶口（一個以胡禮達母親本名在新加坡的澳新銀行開設的帳戶，以及兩個在陶朗加國家銀行、以Berry Exports名義開設的帳戶），用以購買兩個陶朗加外圍的果園、健身室和胡禮達一家大小在Otumoetai所居住的單位。港府發出「買家請注意」（caveats）通告，而胡禮達的律師以及太太則希望法庭撤回有關通告，馬富善明言應保留之。1992年3月4日，紐西蘭上訴法院就胡禮達的資產案（包括延長該等通告）給予港府到倫敦樞密院的上訴許可。
1991年9月25日，黎、蘇、歐三名律師在被囚十五個月後終獲保釋。1992年2月28日，胡禮達上庭作供，指斥馬富善行徑可恥、悠游寡斷以及處事無能。他向法庭指控方律師扭曲事實和說謊，誤導法庭，以蓋掩本來港督向胡所作而希望胡坦白合作的三年減刑承諾，但事後控方又反悔。控方則否認有此承諾。同年7月初，三名賄賂他的律師被判罪成，最高監禁7年。作供後，胡禮達被送往小欖精神病院。1993年1月27日，艾勤賢罪名不成立，他原被控告持有一枝鋼筆手槍（Pen gun）和軍火，意圖令胡禮達可傷害他人生命。胡禮達又指艾勤賢提出把自己的護照交給胡作潛逃之用。1993年2月20日，胡離開廉署拘留中心，被送往小欖監獄繼續服刑，後來獲當時港督批准減刑一年。
1994年7月，光大明輝創辦人莊寶被判入獄4年，莊的律師旋即探訪胡禮達，不久胡禮達就寫了一張聲明，指劉燦賢在獄中跟自己說他在莊寶案中有操縱其他證人的證供，但胡禮達沒有簽署，說只會在收到錢後簽該聲明。在香港（主要在小欖）服刑5年後，1994年11月29日他獲釋並被逮解出境，由黑鷹直升機把他由小欖直送至啟德機場。在上機前他致電身處新加坡的劉燦賢，稱急著想見他。11月30日，胡禮達和一名亞洲商人見面，商人提出如胡禮達肯簽署該聲明，他願代莊寶夫人向胡禮達付100萬紐元。12月1日，商人開了一個100萬紐元的銀行戶口；翌日胡禮達便簽署了聲明，而胡的會計師就收到兩張合計100萬紐元的支票作為給胡一家的「禮物」。5日會計師在瓦努阿圖成立Grange 信託基金，由胡氏一家作為信託人。Grange取自胡氏一家在陶朗加的地址Grange Road。12日，胡禮達飛往新加坡，向劉燦賢說如果劉對該聲明保持沉默就可獲得報酬。13日，亞洲商人赴新加坡見劉胡二人。在一浴室內，胡著劉爭取3000萬港元以換取劉的沉默。14日，劉胡二人飛往台北，向劉的兄/弟有此報酬。一周後，亞洲商人到新加坡，告知莊寶肯付錢換取劉的沉默，但拿不出3000萬港元。雖然沒有簽署協議，胡的聲明在12月29日在香港上訴庭被存檔。1995年1月3日，莊寶援引胡的聲明作新證據作上訴，十天後申請保釋，2月10日獲釋。與此同時，有接近100萬紐元由瓦努阿圖匯往紐西蘭陶朗加的Grange信託基金。1995年5月，在新加坡的劉燦賢知道胡想以電話找他，故先致電香港廉署，以監察胡的來電。胡向劉保證他不會回港作證，直至莊寶付了款換取劉的沉默為止。但1996年1月15日，法庭拒絕莊寶上訴並否定胡的證供，莊寶要繼續服未付的刑期。Grange信託基金成千上萬的錢開始轉往陶朗加其他戶口。胡以逾60萬紐元買入一間健身室Bay Bodyfit，並成為經理，又買入一間房屋自住。5月19日，即被捕前兩天，信託基金尚餘37.9萬紐元。胡已就收受金錢以妨礙司法公正認罪。
1996年莊寶被證人胡禮達指控，1994年11月胡禮達收受莊500萬港元（時值100萬紐元）以換取莊寶被冤枉的供詞。1998年5月6日，前嘉華銀行主席劉燦賢（Low Chang-hian）作供，引述胡禮達指，胡認為港府拿走了他一切的金錢，包括和妻子共有的房屋，令他十分生氣，於是胡禮達就作假證供，稱莊寶是被劉燦賢冤枉。在證供用作莊寶上訴前，胡禮達在1994年12月到新加坡，對律師Geoffrey Booth說自己收了錢，準備在莊寶和劉燦賢的案中作偽證，並稱「政府害得他這麼慘，何不這樣做呢？」胡禮達又叫劉不要摻和。劉說這可是刑事罪行，胡就叫劉不要反駁和不要去廉署宣誓作供。胡禮達又向劉介紹一名代表莊寶的中間人，叫劉問莊寶拿3000萬元換取劉保持沉默。因1990年因嘉華銀行案件而被判入獄的劉燦賢沒有涉這趟渾水，去了廉署舉報。Booth則被控告和胡禮達一道妨礙司法公正，最終Booth罪名不成立。
1995年11月25日，李義德（胡禮達之兄）曾駕車往紐西蘭一無人沙灘、飲下一整瓶威士忌並把汽車廢氣灌滿車廂自殺，終年49歲。有指是李義德向廉署舉報，引致胡禮達1989年被捕。胡禮達1996年8月1日也想過吞下過量抗抑鬱藥和喝下威士忌自殺，但因受不住死氣喉排往車廂的廢氣而自殺不遂，其後被送往其兄曾入住的醫院精神科，由專人看管。
胡因為100萬紐元作假證供一事在1996年5月被紐西蘭警方拘捕；9月18日，胡禮達在紐西蘭承認其作假證供，妨礙司法公正後，被Rotorua高等法院判入獄2年半；其妻兒與他已分居良久，但尚未正式離婚，但約9個月後獲假釋，期間要向社區懲教主任報到，直至1999年3月。1997年1月下旬，刑期被減至一年半的他提出上訴，希望獲再減刑同年3月6日，他在庭上表示不想紐西蘭政府充公其生意和資產（價值約80萬港元）7月初，他被判失去（即政府接管）550萬港元的資產。後來，他亦放棄了與紐西蘭政府爭奪他的資產（包括他的家），並與控方律師商定他一家將可以市值租金租住該住宅6年，直至其孻子到16歲為止廉署及後因賄款已被紐充公，放棄引渡他回港（因引渡涉款亦甚昂貴）。

##### 其他問題
馬富善治下的律政署，曾用一條已被廢除的法例判處90人入獄，在1990年3月，這些人被「特赦」；國泰航空機師韋傑遜（Ian Wilkinson）被控傷人（其妻Ann Wilkinson）方面，馬富善被指介入；明知廉署調查胡禮達但仍容許他署任刑事檢控專員；1995年發現律政署向政府律師Graham Grant支付逾3000元時薪而遭立法會研訊批評；以及多次被要求辭職（南華早報、立法局議員葉錫安以及大律師公會）。
韋傑遜及其妻於1980年結婚，1985年來港。1989年起，兩人關係日漸惡化，直至1992年12月31日，被告離開住所。當日傍晚，韋傑遜與妻子發生激烈爭執，雙方互相毆打。韋擊打妻的頭部。在打架的過程中，韋失去自控，拿起一把小刀，割傷妻的左手。他更用雙手捏妻的喉部。在這個時候，韋傑遜恢復自控， 並致電一名他們一直向其尋求輔導的心理學顧問專家Whyte。Whyte與其妻一同來到肇事地點。他平復了受害人的情緒後，建議韋傑遜離開，他遂依照建議離去。韋妻在大約6個月後，就這宗毆打事件報警。其妻在一份書面證供上聲稱曾被毆打3小時及被人用刀指嚇和割傷，更被掐住脖子直至她失去知覺，而且，醫生亦證明她雙眼被嚴重打瘀，面部、背部、身體及四肢均有瘀傷，手及喉部曾被割傷，嘴唇爆裂，頸部因被扼而腫起，以及面部亦有傷口。韋於粉嶺裁判法院僅被判以2萬元具結（即守行為），為期12個月。1993年底，律政署本決定控告韋，但1994年4月，卻變成不提證供起訴（ONE），馬富善被指介入。
馬富善介入韋傑遜案一事，最終因香港主權移交中方表示不會為1997年7月前的政府決定負責，調查遂告終。

## 退休
馬富善在香港主權移交後返英，曾任上訴服務處（Appeals Service）副區域主席（1998至2003年），以及英國海外公務員長俸協會（Overseas Service Pensioners' Association）主席（2004至2013年）。他也愛好閱讀、園藝和音樂。

## 外部連結
- 馬富善及第二任太太Halima Guterres照片

| 前任者： 唐明治 | 律政司 1988 – 1997 | 繼任者： · 梁愛詩 · 為 香港特別行政區律政司司長 |